# Calp
Calp (spanyolul: Calpe) község Spanyolországban, Alicante tartományban. Lakosainak száma 26 821 fő (2024). Calp Altea és Benissa községekkel határos.

## Nevezetességek
- Ifach-szikla Natúrpark

## Népesség
A település lakosságának változását az alábbi diagram mutatja:
| Lakosok száma | 18 037 | 23 653 | 26 382 | 29 666 | 29 718 | 22 437 | 19 591 | 22 725 | 23 530 | 26 821 |
|               | 2001   | 2004   | 2006   | 2009   | 2011   | 2014   | 2016   | 2019   | 2021   | 2024   |

## Testvértelepülések
- Oppenheim
- El Puerto de Santa María
- Olsztyn